# Narcis a Goldmund
Narcis a Goldmund (1930, Narziß und Goldmund) je román německo-švýcarského spisovatele Hermanna Hesseho, nositele Nobelovy ceny za literaturu za rok 1946.

## Děj
V románu s námětem ze středověku a s nepřehlédnutelným novoromantickým laděním se Hermann Hesse zabývá problémem harmonizace pudových a duchovních stránek lidské bytosti. Ústřední dvojice postav této knihy, mnich Narcis a umělecky nadaný Goldmund, symbolizuje základní antinomii Hessova díla: protiklad člověka duchovního a člověka smyslového, protiklad etického a estetického, protiklad ducha a těla. I když by se postoje asketika a umělce mohly zdát nesmiřitelnými a navzájem nepochopitelnými, Narcis a Goldmund nás přesvědčují o naprostém opaku. Dokazují, že duch nemůže žít bez těla a tělo bez ducha stejně jako svět potřebuje umělce i myslitele.
Ve své knize popisuje Hesse silné citové pouto mezi pohledným osiřelým mladíkem Goldmundem, kterého otec předurčil ke kněžství, a vynikajícím zbožným myslitelem Narcisem. Narcis se snaží Goldmundovi otevřít oči a dokázat mu, že život mnicha není nic pro něj. Připomíná proto Goldmundovi jeho matku, která bývala kočovnou tanečnicí a utekla od jeho despotického otce. Goldmund konečně porozumí a vyslyší volání svého srdce – zanechá Narcise v klášteře a sám se vydá na dlouhou pouť. Objevuje ženský svět se vší jeho sexualitou, sváděním a láskou. Pozná desítky žen a zjistí, že s jejich pomocí je schopen ve svém nitru vytvářet obrazy, které dokáže umělecky ztvárnit. Vrátí se sice načas do kláštera, ale jeho vrtkavá duše znovu zatouží po volnosti cestování. Jeho poslední pouť se ale nevydaří, Goldmund se vrátí do kláštera těžce nemocen a zanedlouho poté umírá v Narcisově náruči. Umírá dříve, než stačí vytvořit obraz, který ho provází už od počátku jeho poutě a který je mu nejdražší. Je to obraz jeho zapomenuté matky, který ztotožňuje s obrazem pramáti Evy a s obrazem Madony. Matka je také pro něj personifikací průběhu lidského života. Na smrtelném loži Goldmund Narcisovi o své matce říká: „Ona byla život, láska, rozkoš, byla i strach, hlad, pud. Teď je z ní smrt“ (tato a další citace v textu jsou z překladu Vratislava Slezáka).
Kniha je zpočátku psána formou filozofických dialogů mezi Goldmundem a Narcisem. Později se dialogy vytrácí ale epické vyprávění o Goldmundově putování si i nadále ponechává filozofický ráz. Celý román pak končí Narcisovým znejistěním, zda jím zvolený život byl správný: A pak nemocný ještě jednou otevřel oči a dlouho se díval příteli do tváře. Loučil se s ním očima. A s pohybem, jako by se pokoušel potřást hlavou, zašeptal: „Ale jak jednou chceš zemřít, Narcisi, když nemáš matku? Bez matky se nedá milovat. Bez matky se nedá zemřít“. Co později ještě šeptal, tomu už se nedalo rozumět. Oba poslední dny seděl Narcis u jeho ložem dnem i nocí, a díval se, jak dohasíná. Goldmundova poslední slova mu planula v srdci jako oheň.

## Česká vydání
- Narcis a Goldmund, Odeon, Praha 1978, přeložil Vratislav Slezák,
- Narcis a Goldmund, Argo, Praha 1995, přeložil Vratislav Slezák,
- Narcis a Goldmund, Argo, Praha 2005, přeložil Vratislav Slezák.